# ليوبلد كرونكر
ليوبلد كرونكر (بالألمانية: Leopold Kronecker) هو عالم رياضيات ومنطقي ألماني. ولد في السابع من دجنبر عام 1823 و توفي في التاسع والعشرين من دجنبر عام 1891.

## حياته
ولد ليوبلد كرونكر في بروسيا من عائلة يهودية. في عام 1845، كتب أطروحته في جامعة برلين حول نظرية الأعداد حيث درس بعضا من حقول الأعداد الجبرية. ولقد كان دركليه أستاذا له.

## نشاطه العلمي

### أبحاثه في الرياضيات
تركز جزء كبير ومهم من عمل كرونكر حول نظرية الأعداد والجبر. في مقال نشره عام 1853 حول نظرية المعادلات ونظرية غالوا، أعطى نص مبرهنة كرونكر-فيبر بدون إعطاء برهان قطعي عليها (برهن عليها فيما بعد بشكل كامل من طرف عالم الرياضيات ديفيد هيلبرت).
انظر إلى النظرية الجبرية للأعداد وإلى قاسم (هندسة جبرية).
نُسب أيضا إلى كرونكر كل من صيغة النهاية لكرونكر وديلتا كرونكر ورمز كرونكر وجداء كرونكر وطريقة كرونكر من أجل تعميل متعددات الحدود.

## وصلات خارجية
- ليوبلد كرونكر على موقع الموسوعة البريطانية (الإنجليزية)